# لانغ جيفريز
لانغ جيفريز (بالإنجليزية: Lang Jeffries)‏ (و. 1930 – 1987 م) هو ممثل، وممثل تلفزيوني، وممثل أفلام من كندا، والولايات المتحدة، ولد في تورونتو، توفي في هونتينغتون بيتش، أورانج، كاليفورنيا، عن عمر يناهز 57 عاماً.

## الخدمة العسكرية
خدم في القوات البرية للولايات المتحدة.

## وصلات خارجية
- لانغ جيفريز في قاعدة بيانات الأفلام على الإنترنت
- لانغ جيفريز  على موقع أول موفي